# 양희수
양희수(1992년 12월 14일 ~ )는 대한민국의 전직 스타크래프트 II 프로게이머이다. 종족은 프로토스이며, 아이디는 Pigbaby이다. 이전에는 HS라는 아이디를 사용하기도 했다.
2012년 프로게이머 추천선수로 제8프로게임단에 입단하였다.
2013년 7월 제8프로게임단의 스폰서 계약 이후 진에어 그린윙스 소속이 되었다.
2014년 4월 프로리그 로스터에서 말소되면서 진에어 그린윙스에서 탈퇴되었다.
2014년 7월 6일 미국 로스엔젤레스 버뱅크 ESL 스튜디오에서 펼쳐진 WCS 아메리카 시즌2 프리미어리그 결승전에서 최지성을 상대로 4대3으로 승리, 생애 첫 개인리그 우승을 차지했다.
2014년 12월 1일 진에어 그린윙스 복귀를 공식 발표했다.
2015년 10월 30일 진에어 그린윙스가 양희수와의 계약 종료를 공식 발표했고 군입대하면서 은퇴했다.

## 주요 기록
스타크래프트 II : 프리미어 개인리그 우승 1회

### 스타크래프트
- 2011년 제1회 스타크래프트 루키리그 준프로 선발전 입상

### 스타크래프트 II
- 2013년 핫식스 2013 글로벌 스타크래프트 II 리그 시즌 1 Code A 48강
- 2013년 2013 WCS 코리아 시즌 2 챌린저리그 32강
- 2013년 2013 WCS 코리아 시즌 3 조군샵 글로벌 스타크래프트 II 리그 32강
- 2013년 2013 WCS 코리아 시즌 3 챌린저리그 24강
- 2014년 2014 WCS 아메리카 시즌 2 프리미어리그 우승 (vs 최지성 4:3)
- 2014년 2014 KeSPA컵 16강
- 2014년 2014 WCS 아메리카 시즌 3 프리미어리그 8강
- 2014년 PughCraft Invitational #2 16강
- 2015년 2015 스베누 글로벌 스타크래프트 II 리그 시즌 2 코드 A 48강
- 2015년 롯데홈쇼핑 2015 KeSPA컵 시즌 2 16강
- 2015년 2015 DreamHack Open: Valencia 32강
- 2015년 2015 핫식스 글로벌 스타크래프트 II 리그 시즌 3 코드 S 32강